# Johann Lukas von Hildebrandt
Johann Lukas von Hildebrandt (néha Johann Lucas von Hildebrandt vagy egyszerűen Lukas von Hildebrandt), (Genova, 1668. november 14. – Bécs, 1745. november 16.) osztrák építész, az osztrák barokk legnagyobb mestere J. B. Fischer von Erlach mellett. Itáliai manierista előképek alapján épített épületei közt főleg barokk (copf, vagy klasszicizáló késő barokk) stílusú paloták és kastélyok a kiemelkedő jelentőségűek. Hildebrandt stílusa feltűnően eltért elődje császári barokkjától. Észak-Itália tartósan mély benyomást gyakorolt rá, az itáliai manierista építészettől örökölte a gazdagon díszített felületek szeretetét, ugyanakkor az épületek szerkezete kevésbé érdekelte.

## Jelentősége
Építőművész tevékenységének a török háborúk befejeztét utáni közép-európai változások (Habsburg konszolidáció) adtak alapot. Tevékenységében meghatározók a kastélyok és paloták, amelyek funkciója és ezzel stílusa ebben az időben nagyot változott. A korábbi fő funkció — a védelem — helyett a pompa és a reprezentáció vált fő céllá. Ez nagyon megfelelt Hildebrandtnak, aki a neveltetéséből is adódó mediterrán (itáliai) építészeti hagyományt (erősen hatott rá Camillo-Guarino Guarini) sikeresen elegyítette a könnyed, játékos francia formaképzéssel, így alakítva ki az osztrák barokk építészet virágkorára jellemző, választékosan dekoratív és meglehetősen egyedi stílusát (MNL).

## Élete
Apja a genovai német sereg egyik kapitánya volt. A fiú Genovában született, kb. 1690-ig itt is tanult, majd Rómába ment, ahol Carlo Fontana tanítványa lett. Eredetileg vártervezést tanult és hadmérnöknek (Festungsingenieur) képezték ki. 1695–1696-ban a milánói és nápolyi csapatoknál szolgált, Savoyai Jenő herceg parancsnoksága alatt, így Savoyai lett a fő támogatója. Részt vett a piemonti hadjáratban (1695–96).
1696 után végleg Bécsben telepedett le, és ott császári tanácsos, majd 1700-ban udvari mérnök (Hofingenieur) lett, majd 1711-ben az udvari építészeti hivatal vezetője (Leiter des Hofbauamts). 1717 előtt valószínűleg az ő tanítványa volt Kilian Ignaz Dientzenhofer.
1723-ban, Fischer von Erlach halála után és utódaként ő lett a császári építési főfelügyelő. A császár nemigen támogatta, Fischer von Erlach viszont igen. Számos olyan épületet kezdett el, amelyeket mások fejeztek be (Würzburg, Göttweig, Pommersfelden, Palais Schwarzenberg stb.).

### Főbb alkotásai

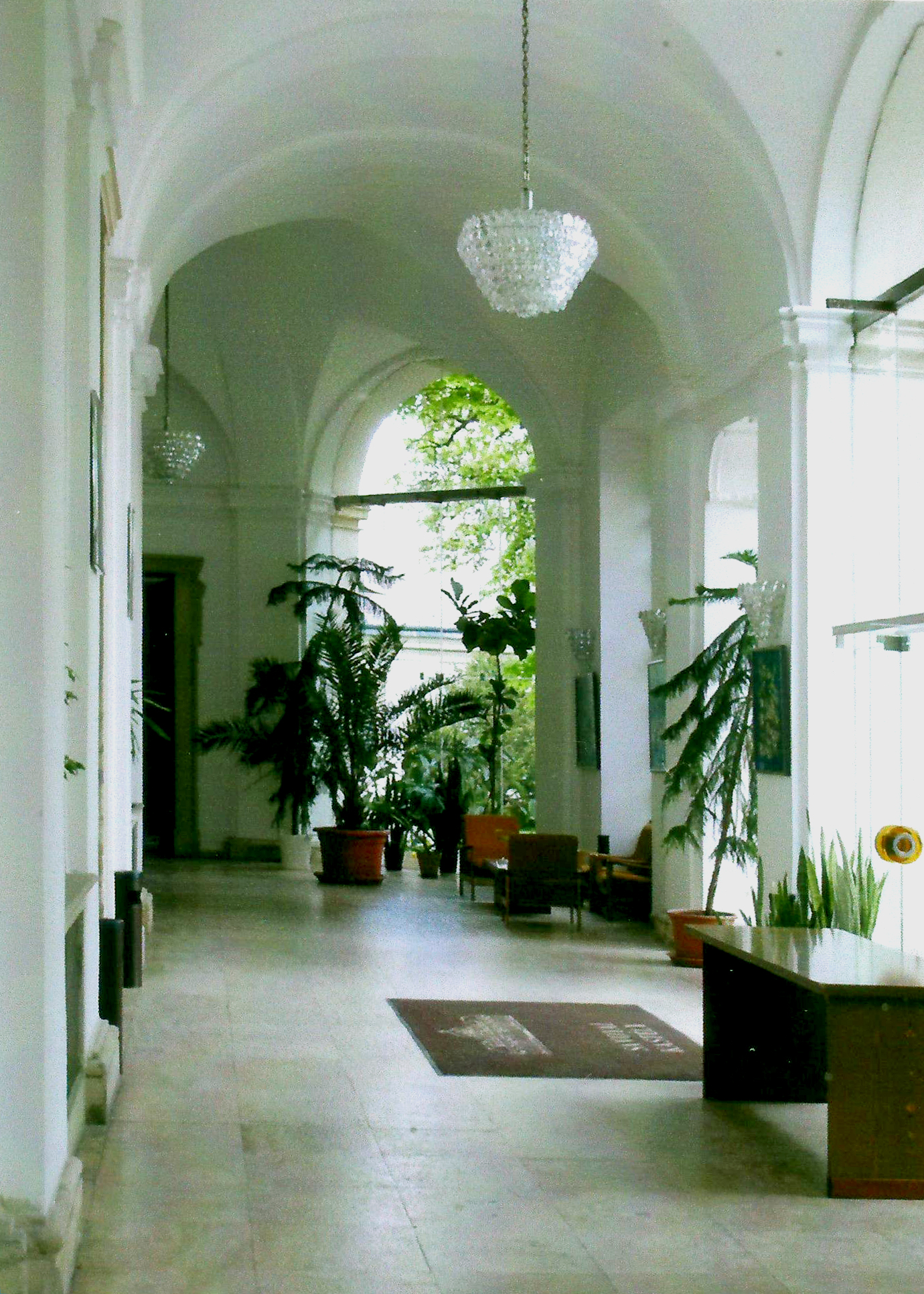
Ráckeve: a kastély előcsarnoka

- Sv. Vavrinec-templom, Jablonné v Podjestédíben (Észak-Csehország). Építését 1699-ben kezdte meg. Az alaprajzi előképe egyértelműen Guarini művészetét idézi. Közeli rokonságban áll a torinói San Lorenzó templommal. A templomot más fejezte be, és így kevéssé hasonlít Hildebrandt későbbi munkáihoz.
- Piarista templom (Bécs, terv: 1698) Az előző alaprajzzal való összehasonlítás alapján tulajdonítják a Hildebrandtnak, de ennél az épületnél is az történt, hogy az eredeti tervhez képest lényegesen módosult a templom az építkezés során.

Főleg palotákat és kastélyokat tervezett.
- Schwarzenberg-palota (Bécs, megkezdve 1692-ben). Visszafogott ornamentális relief díszítéseivel a világi építkezéseknél alkalmazott korai stílusát illusztrálja. (A tervet 1720 körül Fischer von Erlach módosította.)
- Savoyai-kastély (Ráckeve, 1702): Savoyai Jenő részére készült. Az épületen az olasz és francia hatás keveredik. Az olaszos jelleget a francia hatások elegáns könnyedsége szorítja hátra, a zárt tömegek játékosan oldódnak mozgalmas, a Vaux de Vicomte-kastély alaprajzához hasonló elrendezésbe.
- Daun Kinsky-palota Bécsben (1713–16). Érett stílusára legjellemzőbb a palota homlokzata. Ezen a lapos pilléreket elegáns, elkeskenyedő formák váltják fel a három központi csarnoknál és a bizarr, Borromini-t idéző padlózat nyújt ehhez gazdag ellentétet.
- Belvedere-palota (Bécs, 1721-22 –). A palota díszes fala és a festői látvány, amire Hildebrandt törekedett, diadalmasan kiteljesedik a felső Belvedereben, amelyet Savoyai Jenő herceg számára épített Bécs belvárosán kívül. A kertek meredeken emelkednek a kastélyig, a hosszú, keskeny nyári palota különálló egységeinek gazdagon kidolgozott tetőzete karakteres sziluettet alkot.
- Kastély Pommersfelden (1711) Németországba Lothar Franz von Schönborn hívta meg, hogy a kastély lépcsőházának problémáját megoldja.
- Würzburgi püspöki palota Neumannnal együttműködve 1744-ig dolgozott. A választófejedelem unokaöccse, Frigyes Károly rendelte meg nála.
- Göttweigi és Loukai apátságok átépítését nem fejezte be, de tervrajzok bizonyítják ragyogó elgondolásait.
- Halbturn Harrach-palota (Ausztria)
- Számos városi palota Bécsben (pl. Daun-Kinsky, 1716),
- Számos szakrális épület Bécsben (például Peterskirche, Piaristenkirche),
- Dominikanerkirche, Gabel, Csehország,
- Deutschordenskirche, Linz,
- Loreto-templom, Göllersdorf (1712–17)
- (Belvedere, Bécs, 1713–23,
- Schlosshof, Bécs, 1729,
- A promontori (Budafok és a bellyei Savoyai-kastély átépítése,
- Stadtpalais des Prinzen Eugen (heute Finanzministerium) Wien, 1. Bezirk, Innere Stadt (1695–1698)
- Palais Schwarzenberg, Wien, 3. Bezirk 3, Landstraße (1697–1723)
- St. Laurentius, Gabel (1699)
- Peterskirche, Wien, 1. Bezirk, Innere Stadt (1702) – Urheberschaft nicht mit Sicherheit belegt
- Palais Starhemberg-Schönburg, Wien, 4. Bezirk, Wieden (1705–1706)
- Schloss Nebilau (1705), nur Pläne
- Schloss Laxenburg (Blauer Hof), Niederösterreich (um 1710)
- Schloss Schönborn, Niederösterreich (1712–1717)
- Gartenpalais Schönborn, 1080 Wien, (1706–1714) 1. Bauphase, heute Österreichisches Museum für Volkskunde
- Palais Daun-Kinsky, Wien, 1. Bezirk, Innere Stadt (1713–1726)
- Unteres Belvedere, Wien-Bezirk 3 – Landstraße; (1714–1716)
- Piaristenkirche Maria Treu, Wien, 8. Bezirk, Josefsstadt (1716)
- Geheime Hofkanzlei (heute Bundeskanzleramt), Wien, 1. Bezirk, Innere Stadt (1717–1719)
- Ehem. Deutschordenskirche Hl. Kreuz (heute Priesterseminarkirche), Linz (1718–1725)
- Gesamtplan für Stift Göttweig, (1719), Bau 1738 eingestellt
- Oberes Belvedere, Wien, 3. Bezirk, Landstraße (1721–1723)
- Reichskanzleitrakt der Hofburg, Wien 1. Bezirk, Innere Stadt (1723–1730)
- Palais Harrach, Wien, 3. Bezirk, Landstraße (1727–1735)
- Pfarrkirche Göllersdorf, (1740–1741)
- Haus zum Goldenen Adler, Breslau (1750)
- Schloss Hof

## Képgaléria
|  |  |  |  |